# 长梗线柱苣苔
长梗线柱苣苔（学名：Rhynchotechum longipes）为苦苣苔科线柱苣苔属下的一个种。其种加词“Longipes”意为“长梗的”，“长柄的”。